# Андре-Марі Ампер
Андре́-Марі́ Ампе́р (фр. André-Marie Ampère; 20 січня 1775, Ліон — 10 червня 1836, Марсель) — французький фізик і математик, творець основ електродинаміки. Одиниця вимірювання сили електричного струму системи SI ампер названа на його честь.
Створив першу теорію, яка виражала зв'язок електричних і магнітних явищ. Йому належить гіпотеза (в розвитку) про природу магнетизму, яка значно вплинула на розвиток учення про електромагнітні явища: магнітні властивості тіл зумовлені наявністю в них молекулярних електричних струмів.

## Біографія

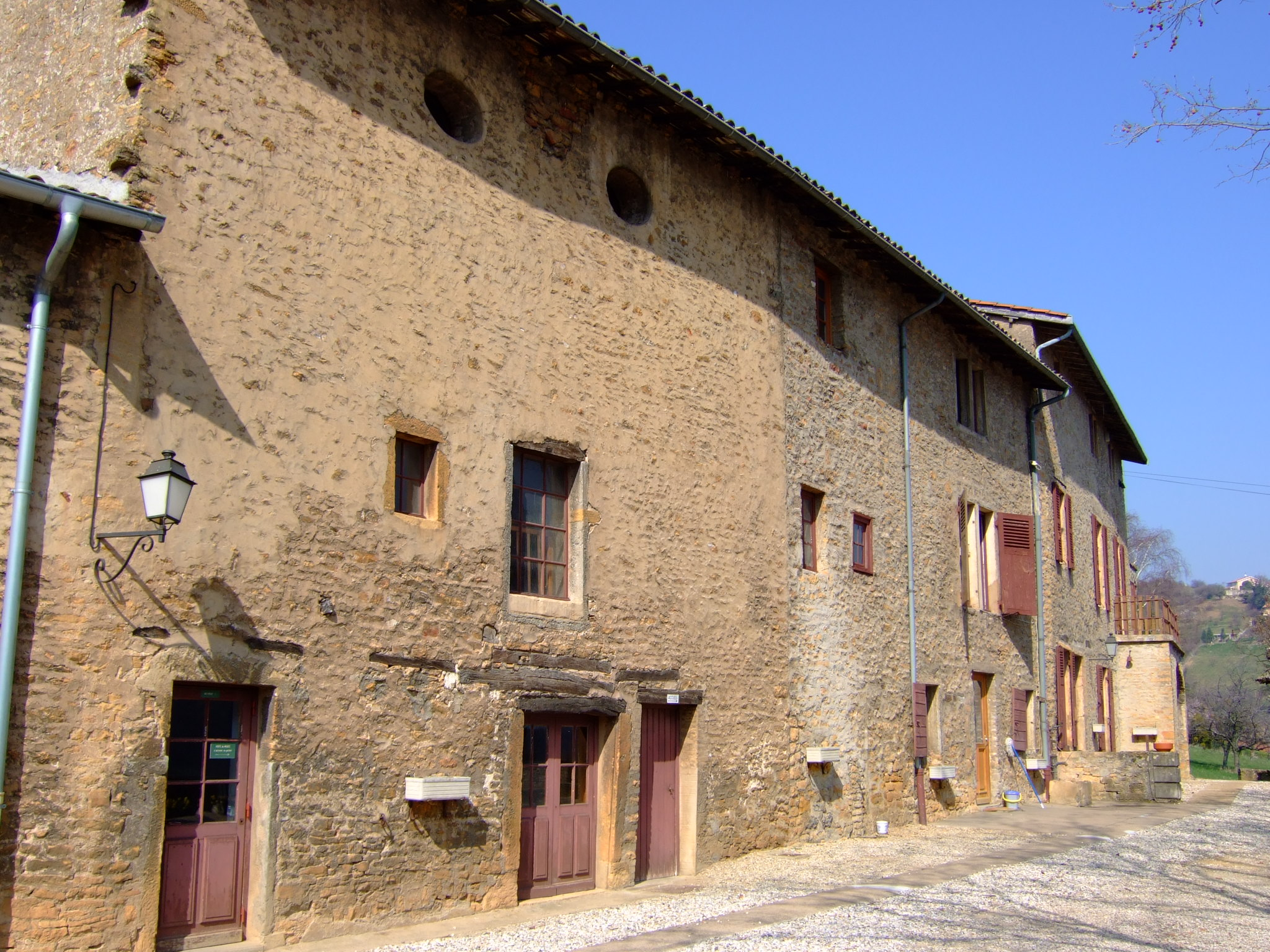
Музей Ампера, Рона

Народився в м. Ліоні (Франція). З юнацького віку займався математикою та природознавством. Був спершу репетитором в Політехнічній школі в Парижі, потім займав спочатку кафедру фізики в Бурзі, а з 1805 року кафедру математики в паризькій Політехнічній школі, де він проявив себе і на літературному терені, вперше виступивши з твором: «Considerations sur la theorie mathematique du jeu» (Ліон, 1802 р.). Андре Марі Ампер переслідували невдачі. Його батько, наприклад, був обезголовлений під час французької революції та його дружина померла незабаром після їхнього шлюбу. На смертному одрі в 1836 році, він наказав, щоб був поміщений напис на його надгробку: (Щасливий і останній). У 1814 р. він став членом Паризької академії наук, в 1824 р. — професором експериментальної фізики в Колеж де Франс;
Помер 10 червня 1836 р. Після смерті Андре-Марі Ампер пройшло десятиліття, перш ніж його нову науку прийняли до підмурку сучасної науки електромагнетизму. Був похований на кладовищі Монмартр в Парижі.

## Наукова діяльність

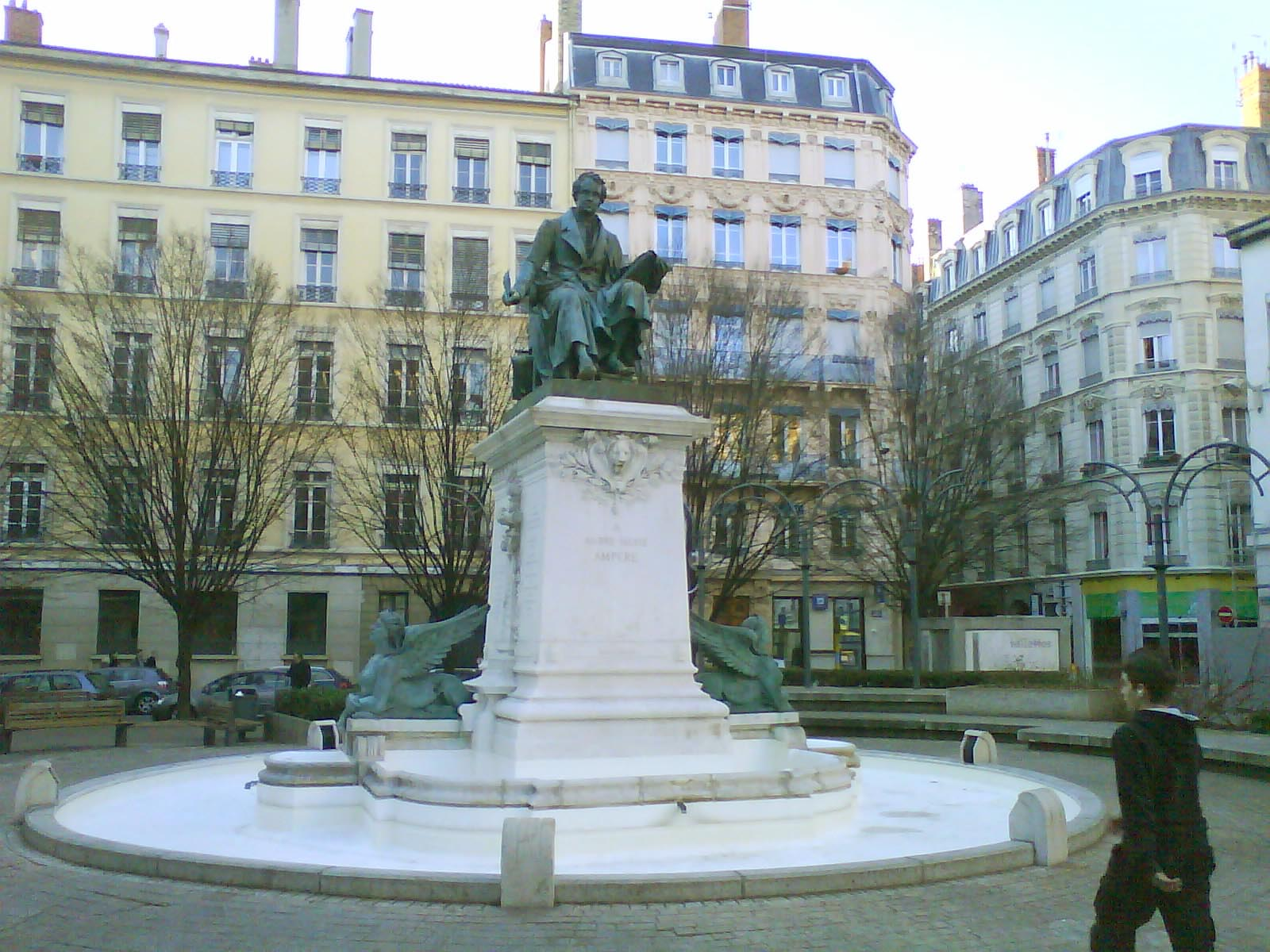
Пам'ятник Амперу у Ліоні

Математика, механіка і фізика зобов'язані Амперу важливими дослідженнями; його електродинамічна теорія здобула йому незгасну славу. Його погляд на єдину первинну суть електрики і магнетизму, в чому він по суті сходився з данським фізиком Ерстедом, чудово викладений ним в «Recueil d'observations lectrodynamiques» (Париж, 1822), в «Precis de la theorie des phenomenes electrodynamiques» (Париж, 1824 р.) і в «Theorio des phenomenes electrodynamiques». Різносторонній талант Ампера не залишився байдужим і до хімії, яка відводить йому одну з почесних сторінок і вважає його, спільно з Авогадро, автором найважливішого закону сучасної хімії. На честь цього ученого одиниця сили електричного струму названа «ампером», а вимірювальні прилади — «амперметрами». (Оствальд, «Klassiker der exacten Wissenschaften No.8». «Die Grundlagen der Molekulartbeorie», Abhandlungen v. A. Avogadro und Ampere, 1889). Окрім цього Амперу належить ще праця «Essais sur la philosophie des Sciences» (2 т., 1834-43; 2-е видання, 1857).

## Науковий внесок
- відкрив закон взаємодії електричних струмів;
- запропонував першу теорію магнетизму;
- праці з теорії ймовірностей;
- застосування варіаційного числення в механіці.

## Вшанування пам'яті
У місті Кривий Ріг існує провулок Ампера.